# Cas Haley (album)
Cas Haley – debiutancki album muzyczny amerykańskiego gitarzysty i wokalisty Cas Haleya, wydany 14 lutego 2008 roku. Album wydany został po występach artysty w programie America’s Got Talent.

## Lista utworów
1. Walking On The Moon (wersja akustyczna) (03:30)
2. Survive (03:50)
3. I Wish That I (03:11)
4. Lost (02:58)
5. Dread Head Dream (03:27)
6. Messy (02:36)
7. Languish Regime (03:19)
8. Walking On The Moon (03:49)
9. I Loved You All Along (03:09)
10. Easy (03:13)
11. Show You Love (03:21)
12. All My Life (03:13)